# Uzelia furcata
Uzelia furcata är en urinsektsart som beskrevs av Grinbergs 1962. Uzelia furcata ingår i släktet Uzelia och familjen Isotomidae. Inga underarter finns listade i Catalogue of Life.